# Woman Don’t You Cry for Me
«Woman Don’t You Cry for Me» — песня Джорджа Харрисона, вышедшая 19 ноября 1976 года как заглавный трек альбома Thirty Three & 1/3. Харрисон написал песню в Гётеборге в 1968 году, во время гастролей по Европе с Delaney, Bonnie & Friends и Эриком Клэптоном. «Woman Don’t You Cry for Me» стала одним из первых результатов экспериментов Харрисона со слайд-гитарой нового типа, принадлежавшей Делани Брамлетту. Позднее, Харрисон вспоминал, что Делани возможно также предложил название песни. По словам Харрисона, он хотел включить её на альбом 1970 года All Things Must Pass, но выйти в свет песне было суждено только в 1976 году, на альбоме Thirty Three & 1/3.